# Arthur Earl Bryson
Arthur Earl Bryson, Jr. (7 de outubro de 1925) é Pigott Professor of Engineering Emeritus da Universidade Stanford, especialista em teoria do controle ótimo. Com Henry J. Kelley de uma versão inicial do procedimento de backpropagation,
atualmente de uso geral para aprendizado de máquina e rede neural artificial.
Foi membro do V-12 da Marinha dos Estados Unidos na Universidade Estadual de Iowa, onde obteve um B.S. em engenharia aeronáutica em 1946. Obteve um Ph.D. no Instituto de Tecnologia da Califórnia em 1951, com a tese An Interferometric Wind Tunnel Study of Transonic Flow past Wedge and Circular Arcs, orientado por Hans Wolfgang Liepmann.
Bryson foi orientador de Yu-Chi Ho.

## Prêmios e honrarias
Foi eleito membro da Academia Nacional de Engenharia dos Estados Unidos em 1970 e da Academia Nacional de Ciências dos Estados Unidos em 1984. Recebeu o Prêmio Richard E. Bellman de 1990 do American Automatic Control Council e a Medalha Daniel Guggenheim de 2009.